# Przylepka okopcona

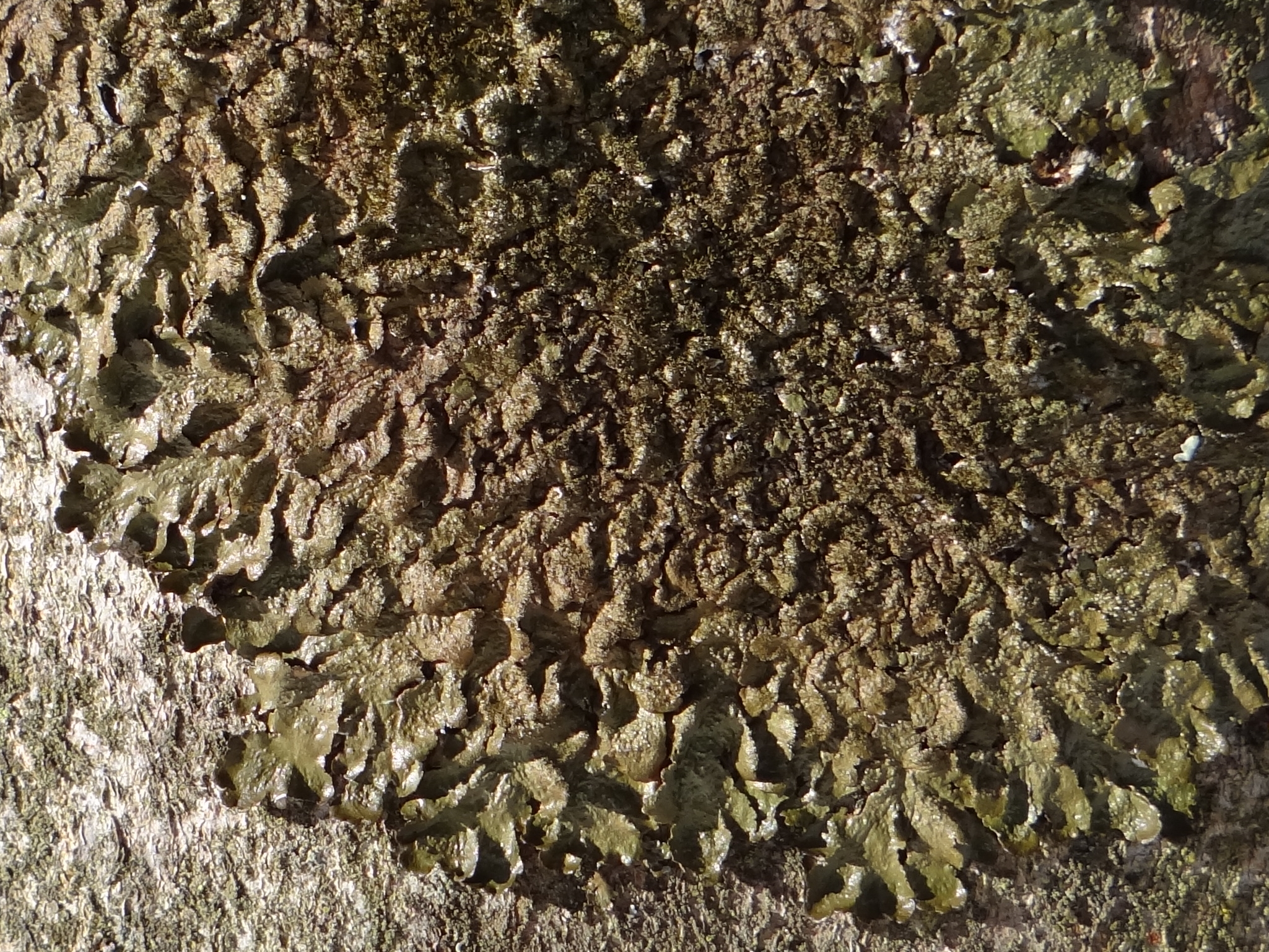

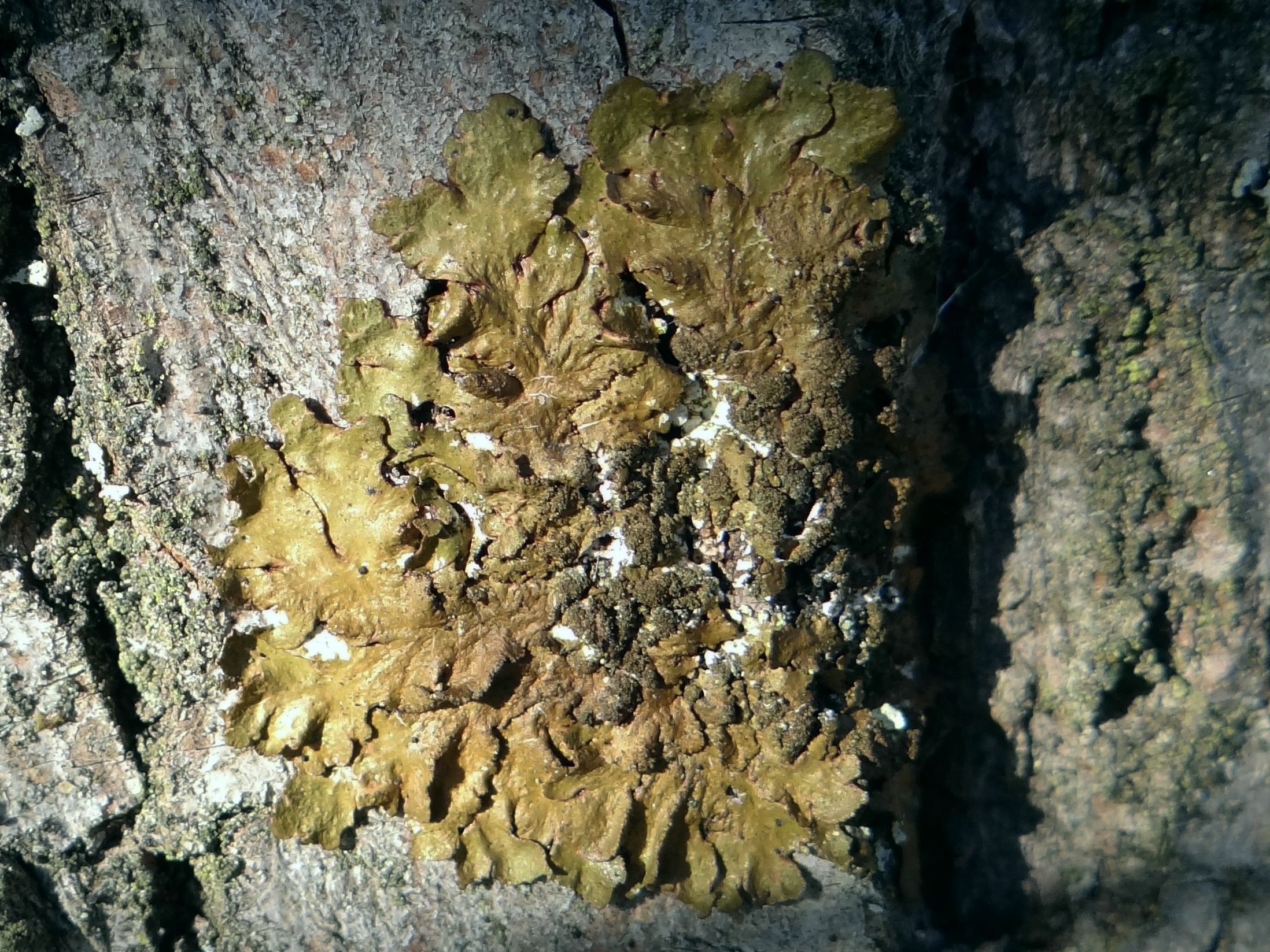

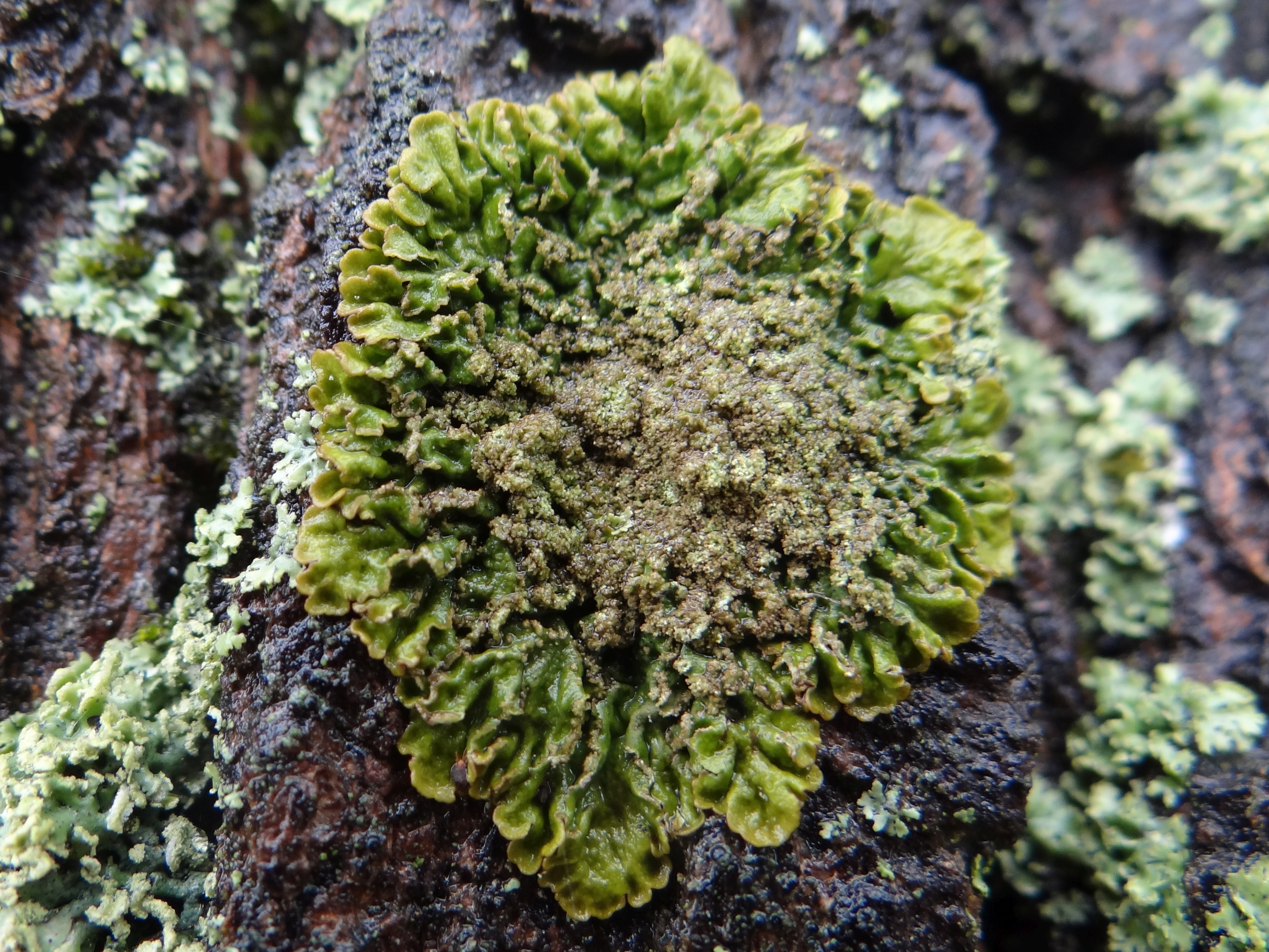
Po deszczach nabiera żywozielonej barwy

Przylepka okopcona, tarczownica okopcona (Melanelixia fuliginosa (Fr. ex Duby) O. Blanco, A. Crespo, Divakar, Essl., D. Hawksw. & Lumbsch) – gatunek grzybów z rodziny tarczownicowatych (Parmeliaceae). Ze względu na symbiozę z glonami zaliczany jest do porostów.

## Systematyka i nazewnictwo
Pozycja w klasyfikacji według Index Fungorum:  Melanelixia, Parmeliaceae, Lecanorales, Lecanoromycetidae, Lecanoromycetes, Pezizomycotina, Ascomycota, Fungi.
Po raz pierwszy takson ten opisali w 1830 r. Elias Fries i  Jean Étienne Duby jako odmianę jednego z gatunków tarczownic (Parmelia olivacea ? fuliginosa), później zaliczany był w randze form, odmian, podgatunków, lub gatunków do rodzajów Parmelia, Melanelia  lub Imbricaria, a w 2004 r. przez grupę badaczy przeniesiony został do nowo utworzonego rodzaju Melanelixia.
Niektóre synonimy nazwy naukowej:
- Imbricaria fuliginosa (Fr. ex Duby) Arnold 1870
- Melanelia fuliginosa (Fr. ex Duby) Essl. 1987
- Melanelia fuliginosa (Fr. ex Duby) Essl. 1987, subsp. fuliginosa
- Melanelia glabratula subsp. fuliginosa (Fr. ex Duby) P.M. McCarthy & M.E. Mitch 1988
- Parmelia fuliginosa (Fr. ex Duby) Nyl. 1868
- Parmelia glabratula subsp. fuliginosa (Fr. ex Duby) J.R. Laundon 1965
- Parmelia laetevirens (Flot.) F. Rosend. 1907
- Parmelia olivacea ? fuliginosa Fr. ex Duby 1830

Nazwa polska według W. Fałtynowicza. Jest niespójna z nazwą naukową, gdyż obecnie gatunek ten nie jest zaliczany ani do rodzaju Melanelia (przylepka), ani Parmelia (tarczownica), lecz do rodzaju Melanelixia niemającego polskiej nazwy.

## Morfologia
Tworzy listkowatą plechę, która do podłoża jest luźno przyrośnięta, jedynie na obrzeżach podnosząca się. Pojedyncza plecha osiąga średnicę do 5, wyjątkowo do 8 cm i zbudowana jest z poszerzonych na końcach, zaokrąglonych i łatkowato podzielonych płatów. Płaskie i cienkie odcinki tej plechy o szerokości 2–5 mm przylegają, lub nieznacznie zachodzą na siebie. Powierzchnia górna jest nieco błyszcząca, oliwkowo-zielona, oliwkowa, brunatna lub ciemnobrunatna, czasami niemal czarna. Pseudocyfelli brak. Występują natomiast  izydia o igiełkowatym lub wałeczkowatym kształcie, szczególnie licznie w środkowej części plechy. Są pojedyncze, lub słabo rozgałęzione, mają długość 0,8–1 mm i grubość 0,05-0,1 (0,5) mm. Dolna powierzchnia plechy jest błyszcząca, na środku niemal czarna, a na obwodzie brunatna. Występują na niej liczne chwytniki.
Reakcje barwne: kora K, C, KC-, P -, HNO3-,  rdzeń K- (lub K + czasami na fioletowo), C + czerwony.
Owocniki w postaci apotecjów występują rzadko. Mają średnicę 1–3 mm, ciemnobrunatne tarczki i trwały i dość gruby brzeżek plechowy. W jednym worku powstaje 8 grubościennych askospor. Są elipsoidalne do szeroko jajowatych i mają rozmiary 10–14 × 5,5–9,5 μm. Zanurzone w plesze pyknidia występują rzadko. Powstają w nich pykniospory o rozmiarach, 6-7,5 × 1 μm.

## Występowanie i siedlisko
Występuje w Ameryce Północnej i Europie. W Polsce jest pospolity na obszarze całego kraju. W latach 2004–2014 podlegał ścisłej ochronie gatunkowej, od października 2014 r. nie należy już do gatunków chronionych.
Rośnie na korze drzew, głównie liściastych, dużo rzadziej na skałach.

## Gatunki podobne
Jest kilka podobnych gatunków, najbardziej przylepka brodawkowata (Melanelia subargentifera), która na górnej powierzchni również ma izydia, ale przeważnie nierozgałęzione, towarzyszą im urwistki i ma plechę mniejszą i o wiele mniej błyszczącą. Odróżniają ją też reakcje barwne: u Melanelixia fuliginosa rdzeń C+, u Melanelia subargemtifera C-.